# آنا تومان
آنا تومان (انگلیسی: Anna Toman؛ زادهٔ ۲۹ آوریل ۱۹۹۳) بازیکن هاکی روی چمن زن اهل بریتانیا است.